# Ashby de la Launde and Bloxholm
Ashby de la Launde and Bloxholm est une paroisse civile du Lincolnshire, en Angleterre. Elle a été créée le 1er avril 1931 à la suite de la fusion des anciennes paroisses civiles de Ashby de la Launde et de Bloxholm.

## Géographie
La paroisse civile se trouve dans le district du North Kesteven, à 10 km au nord de Sleaford, chef-lieu du district, et à 20 km au sud de Lincoln, chef-lieu du comté. Le North Kesteven se trouve dans la région historique des Parts of Kesteven, une des trois régions historiques du Lincolnshire.

## Démographie
Au recensement de 2021, la population de la paroisse était de 765 habitants, ce qui représente une légère diminution depuis le recensement de 2011, où elle était de 837 habitants.